# گفت هر سه نفرشان
گفت هر سه نفرشان فیلمی در ژانر معمایی-تاریخی به کارگردانی و نویسندگی غلامعلی عرفان ساختهٔ سال ۱۳۵۹ است. این فیلم-که تا سال‌ها از آثار توقیفی و نایاب سینمای ایران محسوب می‌شد- سرانجام در سال ۱۳۹۹ به وسیلهٔ پخش در اینترنت به نمایش غیررسمی رسید. این فیلم نخستین اثر غلامعلی عرفان در مقام کارگردان و نخستین تجربهٔ فریماه فرجامی بازیگر است و ناصر طهماسب در مقام مدیر دوبلاژ در آن حضور داشته. همچنین قاسم روبین-مترجم ایرانی- به عنوان دستیار کارگردان در این اثر غلامعلی عرفان را همراهی کرده‌است. این فیلم در دو کشور ایران و انگلستان-شهرهای تهران و لندن- جلوی دوربین رفته و علاوه بر لوکیشن ثابتِ زندان، نماهای شهری آن در لندن به تصویر کشیده شده‌اند.

## خلاصه داستان
سال‌های پایانی دههٔ پنجاه. جوانی از زندان آزاد می‌شود.
سه زندانی که با وی هم‌بند بوده‌اند، سه روایت متضاد دربارهٔ زندگی سیاسی و اجتماعی وی شرح می‌دهند: راوی اول نام او را اسحاق، از پدری ناشناس و مادری لهستانی می‌داند که درجنگ جهانی دوم پس ازقتل مادرش توسط نیروهای متفقین به خارج از کشور برده شده و بعد به عنوان جاسوس اسرائیل به ایران بازگشته و دستگیر شده‌است، راوی دوم او را پرویز، معشوق زنی لهستانی و همسر کاردار سفارت، می‌داند، که با گزارش شوهر زن به زندان افتاده‌است و راوی سوم می‌گوید او برای بردن جواهرهای همسرش به کشور بازگشته و به اشتباه دستگیر شده‌است.

## بازیگران
- صادق هاتفی در نقش پرویز/مهندس/اسحاق
- جمشید مشایخی در نقش کاردار سفارت
- همایون اسعدیان در نقش زندانی
- فرامرز صدیقی در نقش قایقران
- جعفر والی در نقش سرهنگ
- فریماه فرجامی در نقش همسر کاردار
- سعید امیرسلیمانی
- فیروز بهجت‌محمدی در نقش راوی اول
- آرمان هوسپیان در نقش راوی سوم
- انصاری‌فر
- آرش تاج تهرانی
- خسرو پورحسینی
- خسرو پیغامی
- یعقوب خدنگی
- سروش خلیلی
- سهراب سلیمی
- قاسم سیف
- رضا عسگری
- محمد مطیع در نقش بازجو
- داوود مقدادی
- قاسم میرفصیحی
- غلامعلی نبی‌پور
- حمید نصرالهی
- بهرام یازرلو
- صفی یزدانیان در نقش زندانی

## موسیقی متن
موسیقی متن فیلم «گفت هر سه نفرشان» ساختهٔ فریدون شهبازیان، هم‌زمان با ساخت فیلم در آلبوم کاشفان فروتن شوکران ۲در همراهی با شعر و صدای احمد شاملو در سال ۱۳۵۹ به انتشار رسید.